# João Barbosa

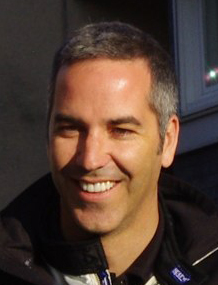
João Barbosa en las 24 Horas de Le Mans de 2011

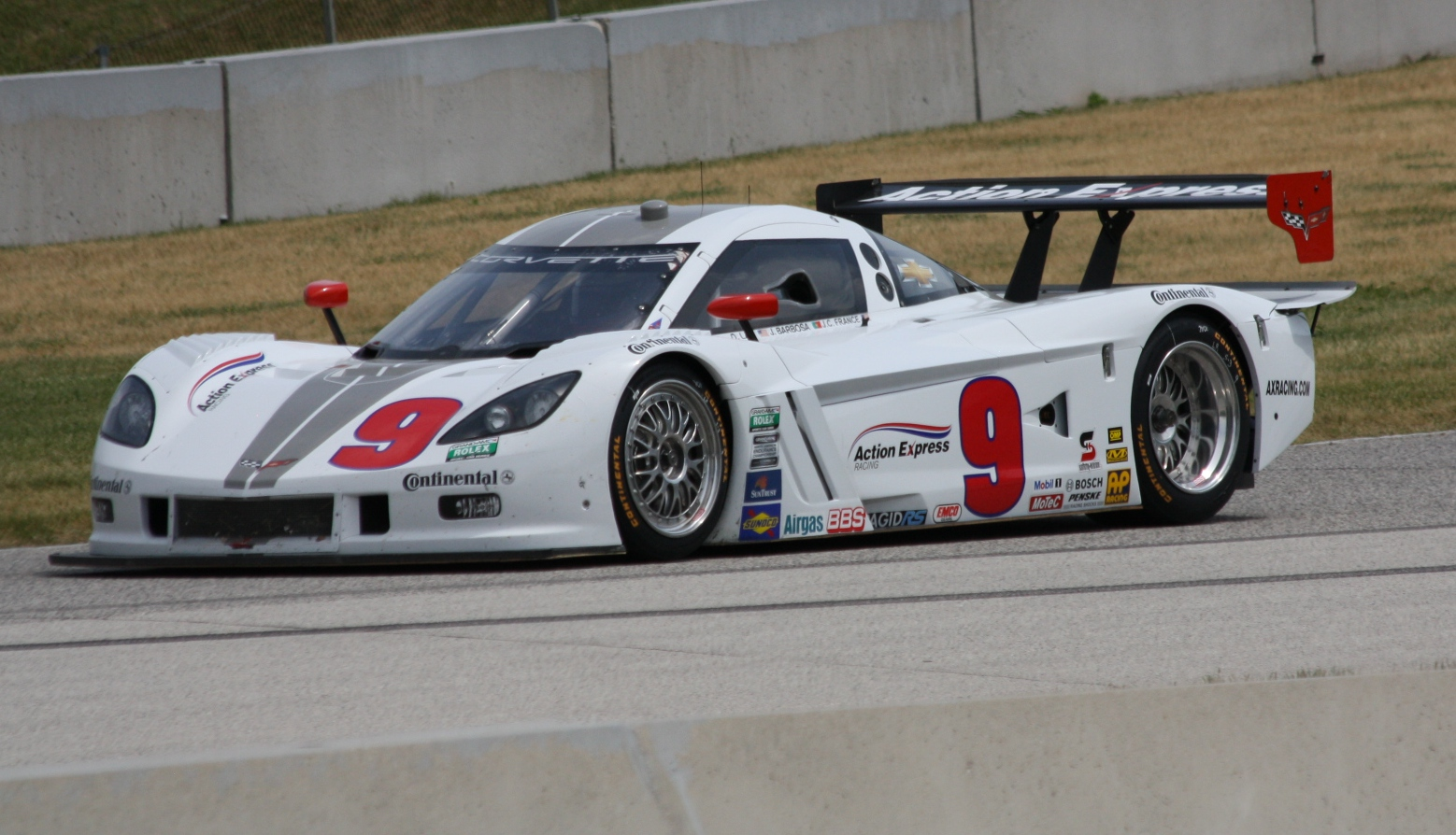
Chevrolet Corvette DP de João Barbosa en la fecha de Road America de la serie Grand-Am 2012

João Barbosa (1 de marzo de 1975, Oporto, Portugal) es un piloto de automovilismo de velocidad portugués que se ha destacado en resistencia. Fue campeón de la clase Prototipos de la United SportsCar Championship en 2014 y 2015, subcampeón en 2016, subcampeón de la clase GTS de la Grand-Am Rolex Sports Car Series en 2003 y quinto en la clase DP en 2008, acumulando un total de siete victorias absolutas. Logró la victoria absoluta en las 24 Horas de Daytona de 2010 y 2014, y resultó tercero en 2009 y 2011, y cuarto en 2007 y 2013. También resultó vencedor en las 12 Horas de Sebring de 2015 y cuarto absoluto en las 24 Horas de Le Mans de 2007 y de 2012.

## Inicios en el automovilismo
Barbosa compitió en karting en su juventud. En 1993 pasó a disputar la Fórmula Ford Portuguesa, y en 1994 obtuvo el título. En 1995 ganó la Fórmula Europa Boxer Italiana, y en 1996 fue subcampeón de la Fórmula 3 Italiana. El portugués se mudó a Estados Unidos en 1997, donde resultó séptimo en la Fórmula Atlantic 1997.

## Mosler (1999-2003)
En 1999 disputó dos fechas del United States Road Racing Championship con un Mosler Intruder oficial, logrando la victoria en Lime Rock Park, y la fecha de Homestead del Campeonato FIA GT. En 2000 participó en las dos primeras fechas de la American Le Mans Series con un Porsche 911 de Colucci. En 2001 volvió a correr con Mosler en tres fechas de la Grand-Am Rolex Sports Car Series, logrando un tercer puesto en la clase GT en las 6 Horas de Watkins Glen.
Barbosa continuó como piloto de Mosler en la serie Grand-Am 2002. Consiguió una victoria y tres segundos puestos en diez carreras, por lo que se ubicó cuarto en el campeonato de pilotos de la clase GT. En 2003 corrió ocho fechas con un Molser de la clase GTS, y otras dos con un Ford Mustang en la misma clase. Obtuvo tres victorias y siete podios, por lo que resultó subcampeón. Ese mismo año, disputó los 1000 km de Spa-Francorchamps y las 24 Horas de Spa con Mosler, logrando la victoria de clase en la primera de ellas.

## Rollcentre y Brumos (2004-2009)
El piloto corrió ocho fechas de las doce de la serie Grand-Am 2004 con una Maserati de la clase GT. Obtuvo dos terceros puestos y se colocó 16º en el campeonato. Por otra parte, corrió con el equipo Rollcentre al volante de un Dallara SP1 de la clase LMP1: llegó quinto en las 12 Horas de Sebring, abandonó en las 24 Horas de Le Mans, y obtuvo un quinto lugar y un sexto en las cuatro fechas de la Le Mans Series. Por último, disputó la fecha de Hockenheim del Campeonato FIA GT y la Petit Le Mans de la ALMS con un Saleen S7.
En 2005, el portugués siguió pilotando un Dallara Rollcentre en la clase LMP1. Abandonó en las 12 Horas de Sebring de la ALMS, llegó a meta retrasado en las 24 Horas de Le Mans, y consiguió dos terceros puestos y un quinto en las cinco fechas de la Le Mans Series. En tanto, disputó tres fechas de la serie Grand-Am con una Maserati, logrando un quinto lugar en Mont-Tremblant junto a Jeff Segal.
Barbosa disputó cuatro fechas de la Le Mans Series 2006 con Rollcentre, ahora al volante de un Radical SR9 de la clase LMP2, obteniendo un tercer puesto de clase en los 1000 km de Nürburgring como mejor resultado. En tanto, llegó quinto en su clase en las 24 Horas de Le Mans, aunque a decenas de vueltas del ganador. En los 1000 km de Spa pilotó un Porsch 911 de Perrier, resultando sexto en la clase GT2. A su vez, corrió en la fecha de Hungaroring del Campeonato FIA GT con un Saleen S7. También corrió dos fechas de la serie Grand-Am, ahora en la clase Prototipos Daytona.
El piloto siguió con Rollcentre en la temporada 2007. Al volante de un Pescarolo 01 de la clase LMP1, resultó tercero absoluto en los 1000 km de Silverstone y cuarto en los 1000 km de Valencia junto a Stuart Hall, por lo que se colocó octavo en el campeonato de pilotos y cuarto en el de equipos. A su vez, resultó cuarto absoluto en las 24 Horas de Le Mans, contando como tercer piloto a Martin Short. Ese mismo año, llegó cuarto absoluto en las 24 Horas de Daytona de la serie Grand-Am y llegó retrasado en las 6 Horas de Watkins Glen, en ambos casos con un Riley-Porsche del equipo Brumos.
El portugués volvió a disputar la Grand-Am Rolex Sports Car Series en 2008, al convertirse en piloto titular de Brumos. Acompañado de J. C. France, llegó cuarto en cinco oportunidades con un Riley-Porsche. Así, se colocó quinto en el campeonato de pilotos de la clase Prototipos Daytona, por detrás de las duplas Scott Pruett / Memo Rojas y Jon Fogarty / Alex Gurney. En Europa continuó como piloto de Rollcentre, con el que disputó las 24 Horas de Le Mans y cuatro fechas de la Le Mans Series con un Pescarolo 01.
En 2009, Barbosa siguió en la serie Grand-Am con el equipo Brumos junto a J. C. France. Resultó primero en Homestead, tercero en las 24 Horas de Daytona y quinto en Mid-Ohio, quedando así 16º en el campeonato de pilotos. En Europa, disputó tres carreras de resistencia con un Pescarolo 01 oficial junto a Bruce Jouanny, resultando sexto absoluto en los 1000 km de Cataluña y octavo en las 24 Horas de Le Mans, contando como tercer piloto a Christophe Tinseau.

## Action Express (2010-presente)
Action Express contrató al piloto para disputar la serie Grand-Am 2010 con un Riley-Porsche DP junto a Terry Borcheller. Triunfó en las 24 Horas de Daytona, contando como pilotos adicionales a Ryan Dalziel y Mike Rockenfeller. Luego resultó cuarto en Lime Rock y décimo en cinco carreras, terminando así en la 20.ª colocación final. Por otra parte, disputó las dos fechas de resistencia de la American Le Mans Series con una Ferrari F430 de Extreme Speed, resultando sexto en la clase GT2 en las 12 Horas de Sebring.
Barbosa volvió a tener como compañero de butaca a J. C. France en el equipo Action Express en la serie Grand-Am 2011. Ganó en Virginia, con Terry Borcheller como tercer piloto, y llegó tercero en las 24 Horas de Daytona, con Christian Fittipaldi y Max Papis como pilotos adicionales. Con cinco top 5 en 12 carreras, se colocó noveno en el campeonato de pilotos de la clase DP.
Por otra parte, el portugués también disputó cinco fechas de la Copa Intercontinental Le Mans con el equipo Level 5 junto a Christophe Bouchut y Scott Tucker. Logró el sexto puesto absoluto y el primero en la clase LMP2 en Petit Le Mans, y resultó tercero en la clase LMP2 en las 24 Horas de Le Mans y las 6 Horas de Imola.
En 2012, Action Express pasó a utilizar el nuevo Chevrolet Corvette DP en la serie Grand-Am. Barbosa logró dos victorias en Detroit y las 6 Horas de Watkins Glen, y acumuló seis top 5 junto a Darren Law, culminando noveno en el campeonato de pilotos. En tanto, corrió en las 12 Horas de Sebring de la ALMS con Level 5 junto a Bouchut y Tucke. Resultó cuarto absoluto y primero en la clase ALMS-P2, aunque por detrás de un LMP2 del Campeonato Mundial de Resistencia.
El portugués disputó la serie Grand-Am 2013 con Action Express, contando como compañero de butaca a Christian Fittipaldi en la mayoría de las fechas. Llegó primero en las 6 Horas de Watkins Glen y Mid-Ohio, segundo en Detroit y Road America, y cuarto en las 24 Horas de Daytona y Kansas. Por tanto, se ubicó décimo en el campeonato de pilotos de DP.
Barbosa permaneció junto a Fittipaldi en el equipo Action Express en la temporada 2014 del nuevo United SportsCar Championship, surgido de la fusión de la serie Grand-Am y la ALMS. Ganó en las 24 Horas de Daytona, contando como piloto adicional a Sébastien Bourdais. Más tarde, Fittipaldi y Barbosa ganaron en Indianapolis y Road America, y obtuvieron 5 podios adicionales, de forma que se coronaron campeones de pilotos de clase Prototipos.
La dupla defendió con éxito el título en 2015, al vencer en la general en las 12 Horas de Sebring y en su clase en la Petit Le Mans, teniendo a Bourdais como piloto adicional. Aparte obtuvieron un segundo puesto en las 24 Horas de Daytona y tres podios adicionales, y en diez fechas disputadas, solo en una quedaron afuera de los primeros cinco.
En 2016, Barbosa y Fittipaldi lograron la victoria en las 6 Horas de Watkins Glen, cuatro segundos puestos y dos terceros. Sin embargo se tuvieron que conformarse con el subcampeonato, por solo un punto de diferencia, por detrás de la otra dupla de Action Express, Dane Cameron y Eric Curran.